# شمالگان باکمن
 شمالگان باکمن (انگلیسی: Angelika Bachmann؛ زاده ۱۶ مهٔ ۱۹۷۹) یک تنیس‌باز اهل آلمان است.